# 플렉서블 전자회로

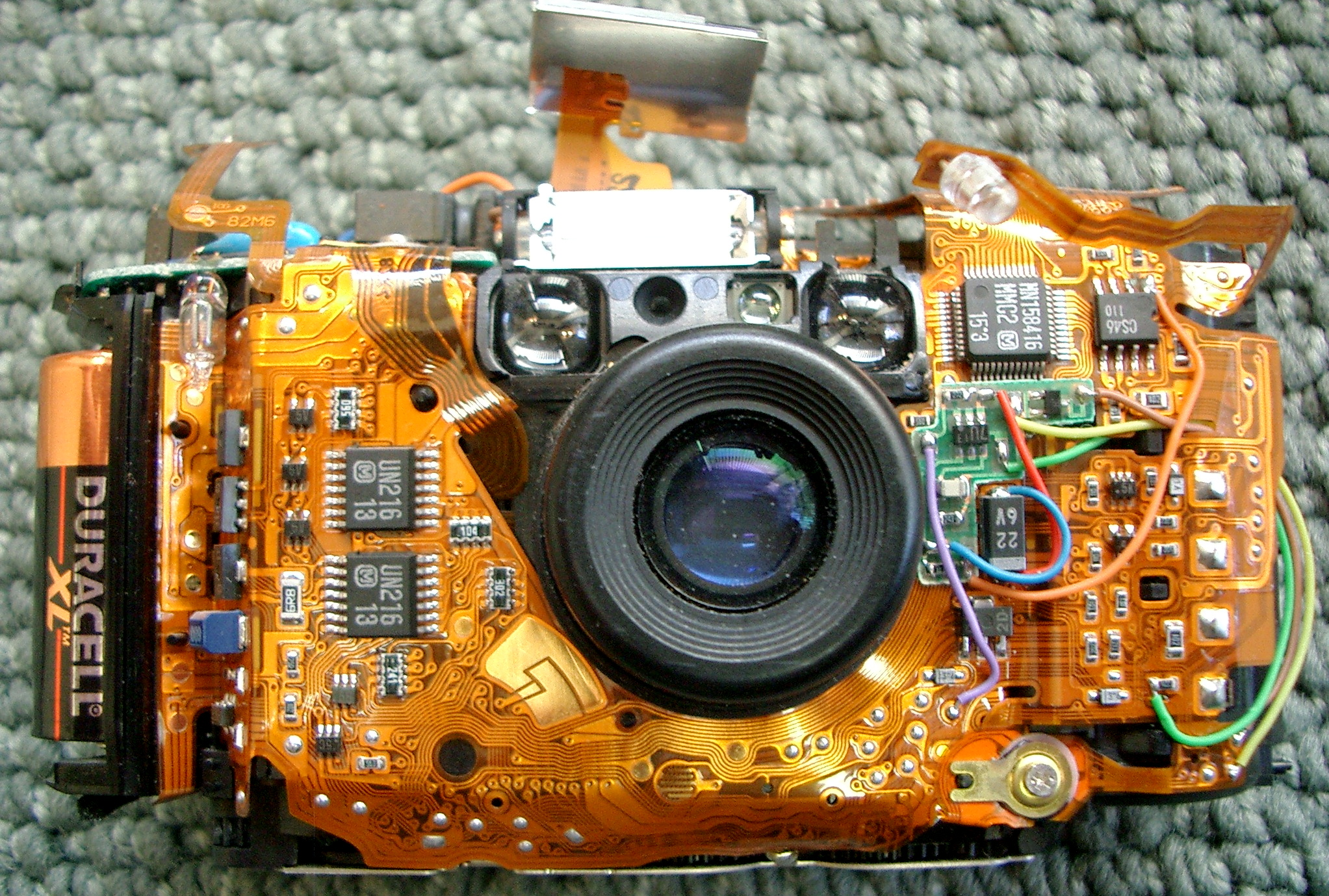
껍데기를 제거한 올림푸스 스타일러스 카메라는 플렉시블 회로 (fpcb) 로 부품등이 실장 되었다.

플렉시블 전자회로(Flexible electronics)는 플라스틱처럼 휘어지는 기판에 전자 소자를 부착시켜서 전자 회로를 실장하는 기술이다. 흔히 플렉시블 회로나 플렉서블 회로 기판이라고도 한다. 간단한 경우에, 플렉시블 전자회로는 딱딱한 인쇄 회로 기판 (PCB)에서 사용되는 동일한 부품으로 제작할 수 있다. 구현하는 데 필요한 것으로 딱딱한 기판을 휘어지는 기판으로 변경하기만 하면 된다. 일반적으로 액정 디스플레이 제조에서 유리가 기판으로 사용된다. 만약 유리대신에 플렉서블 플라스틱이나 금속 호일을 사용하면 플렉서블 디스플레이를 제작할 수 있다. 왜냐하면 일반적으로 기판의 표면에 증착되는 박막 트랜지스터의 두께는 수십마이크로미터로 매우 얇기 때문이다. 일반적으로 유기 발광 다이오드는 플렉서블 디스플레이에서 백라이트대신에 사용하거나 플렉서블 유기 발광 다이오드 디스플레이로 제작된다.
플렉서블 태양전지는 인공위성 전력용으로 개발되고 있다. 플렉서블 태양전지는 가볍기 때문에, 접어서 발사할 수 있고 응용에 적합하도록 쉽게 배치할 수 있다.
플렉스 회로는 단단한 인쇄 회로 기판이나 수작업 회로로 서비스 가용성이 제한되는 제품이나 휨성, 공간 절약이 요구되는 다양한 응용에서 커넥터로 사용되기도 한다. 특히, 카메라나 컴퓨터 키보드는 플렉스 회로의 일반적인 응용 제품이다; 오늘날 대부분의 키보드는 스위치 매트릭스용 플렉스 회로를 사용하여 제작한다.

## 같이 보기
- 켑톤
- 펼 수 있는 전자회로
- 민코 프러덕츠